# Badibanga Ilunga
Badibanga Ilunga (ur. 16 czerwca 1972) – piłkarz kongijski grający na pozycji pomocnika.

## Kariera klubowa
W swojej karierze Ilunga grał w klubie DC Motema Pembe.

## Kariera reprezentacyjna
W 1998 roku Ilunga został powołany do reprezentacji Demokratycznej Republiki Konga na Puchar Narodów Afryki 1998. Rozegrał na nim jeden mecz, z Ghaną (1:0). Z Demokratyczną Republiką Konga zajął 3. miejsce w tym turnieju.